# Malawi na Mistrzostwach Świata w Lekkoatletyce 2023
Malawi na Mistrzostwach Świata w Lekkoatletyce 2023 – reprezentacja Malawi podczas mistrzostw świata w Budapeszcie liczyła jednego zawodnika.

## Skład reprezentacji

### Mężczyźni
| Zawodnik            | Konkurencja   | Eliminacje | Eliminacje | Półfinał | Półfinał | Finał | Finał   | Źródło |
| Zawodnik            | Konkurencja   | Wynik      | Pozycja    | Wynik    | Pozycja  | Wynik | Pozycja | Źródło |
| ------------------- | ------------- | ---------- | ---------- | -------- | -------- | ----- | ------- | ------ |
| Allan Ngitsi Chirwa | bieg na 800 m | 1:51,62    | 54.        | NQ       | NQ       | NQ    | NQ      | [ 1 ]  |